# Sedačková lanovka Solisko – Furkota
Sedačková lanovka Solisko – Furkota je lanovka ve Vysokých Tatrách v okrese Poprad na Slovensku. Jedná se o osobní visutou jednolanovou dráhu oběžného systému s odpojitelným uchycením šestimístných sedaček. Výstavba probíhala od července do prosince 2009 a uvedena do provozu byla před začátkem lyžařské sezóny 10. ledna 2010.

## Provozní parametry
Dolní stanice se nachází ve Furkotské dolině pod hřebenem Predného Soliska nad Šrbským plesem v nadmořské výšce 1551 m. Horní stanice se nachází u Chaty pod Soliskom. Celkové převýšení činí 274 m a vodorovná délka 1085 m a šikmá délka 1122 m. Jízda trvá 3:44 minuty.